# Консульський округ
Консульський округ — це територія, яка визначена консульській установі для виконання консульських функцій; а також територія, на яку поширюється компетенція глави консульської установи. Консульським округом може бути як частина, так і вся територія держави знаходження консульської установи. 
Територія консульського округу визначається шляхом переговорів між акредитуючою та приймаючою державами. Міністерство закордонних справ акредитуючої держави надсилає Міністерству закордонних справ приймаючої країни консульський патент, у якому зазначається територія консульського округу. Міністерство закордонних справ держави перебування на підставі отриманого патенту вручає консулу консульську екзекватуру, у якій визначається територія консульського округу. Це є своєрідною формою затвердження пропозиції акредитуючої країни про визначення території консульського округу, яка містилась у консульському патенті.